# Edward Sharpe and the Magnetic Zeros

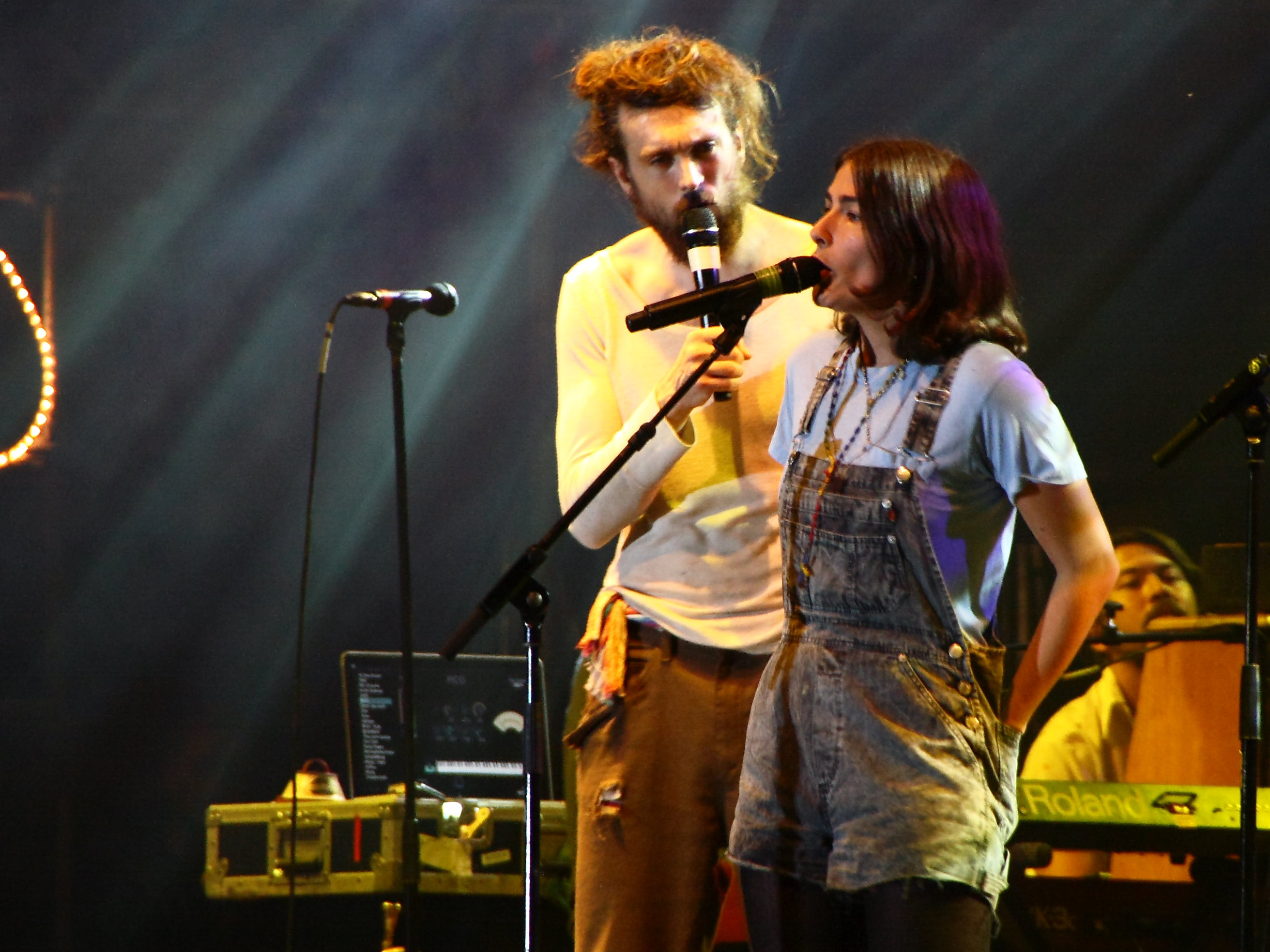
Jade Castrinos und Alex Ebert auf dem TFF Rudolstadt 2013

Edward Sharpe and the Magnetic Zeros ist eine US-amerikanische Band aus Los Angeles, Kalifornien. Die Band lässt sich den Genres Alternative Rock, Pop-Rock und Indie-Folk zuordnen.

## Geschichte
Gegründet wurde die Band im Jahr 2007 von Alex Ebert, dem Sänger der Band Ima Robot. Kurz zuvor lernte Ebert die Sängerin Jade Castrinos in einem Café kennen und beschloss, mit ihr gemeinsam Musik zu machen.
Im Sommer 2008 absolvierte die Band ihre erste Tour durch Amerika, ihr erstes Konzert überhaupt gab sie beim Marfa Film Festival in Marfa (Texas). 
Etwa ein Jahr später, am 14. Juli 2009, veröffentlichte die Band ihr erstes Album mit dem Namen Up from Below, dieses erreichte Platz 76 in den Billboard 200. Wenig später folgte die EP Here Comes.

## Name
Der Name der Band stammt von einem fiktiven Charakter ab, den Alexander Ebert erfand, nachdem er ein Zwölf-Schritte-Programm zur Bewältigung eines Drogenproblems abgeschlossen hatte. Der Charakter war eine Art Messias, der auf die Erde geschickt wurde, um die Menschheit zu retten, dann jedoch von mehreren Mädchen „abgelenkt“ wurde und sich häufig verliebte.

## Big Easy Express
Im April 2011 zog die Band gemeinsam mit Mumford & Sons und Old Crow Medicine Show auf der Railroad Revival Tour durch die USA. Die drei Bands fuhren in einem Zug mit 14 Waggons von Oakland nach New Orleans und spielten unterwegs sechs Konzerte. Festgehalten wurde die Tour in dem Dokumentarfilm Big Easy Express von Emmett Malloy.

## Diskografie

### Alben
- Up from Below (2009)
- Here (2012)
- Edward Sharpe and the Magnetic Zeros (2013)
- PersonA (2016)

### EPs
- Here Comes (2009)

### Singles
- 40 Day Dream/Geez Louise (2009)
- Home (2009, US: Platin + Gold)
- Memory of a Free Festival (2010)
- Chickens in Love (2010)

## Auszeichnungen für Musikverkäufe
| Goldene Schallplatte - Neuseeland - 2023: für das Album Up from Below | 2× Platin-Schallplatte - Neuseeland - 2023: für die Single Home |

Anmerkung: Auszeichnungen in Ländern aus den Charttabellen bzw. Chartboxen sind in ebendiesen zu finden.
| Land/RegionAuszeichnungen für Musikverkäufe (Land/Region, Auszeichnungen, Verkäufe, Quellen) | Gold     | Platin     | Verkäufe  | Quellen              |
| -------------------------------------------------------------------------------------------- | -------- | ---------- | --------- | -------------------- |
| Neuseeland (RMNZ)                                                                            | Gold1    | 2× Platin2 | 67.500    | radioscope.co.nz NZ2 |
| Vereinigte Staaten (RIAA)                                                                    | 2× Gold2 | Platin1    | 2.000.000 | riaa.com             |
| Vereinigtes Königreich (BPI)                                                                 | —        | 2× Platin2 | 1.200.000 | bpi.co.uk            |
| Insgesamt                                                                                    | 3× Gold3 | 5× Platin5 |           |                      |

## Populärkultur
- Das Lied Home wurde unter anderem in den Fernsehserien Community, Alles Betty!, Gossip Girl, Glee, Raising Hope sowie in dem französischen Film Ein Mordsteam gespielt.
- Der Song Janglin war 2011 in einer US-Werbung für den Ford Fiesta zu hören.[4]
- In einem Trailer für den Film 50/50 – Freunde fürs (Über)Leben wurde das Lied Carries On genutzt.
- Das Musikvideo für Kisses Over Babylon war 2011 in einer Folge von Beavis and Butt-Head zu sehen.
- Der Song 40 Day Dream wurde von AMC für einen Trailer zur fünften Staffel der Fernsehserie Mad Men verwendet. Außerdem wird es in der sechsten Episode der dritten Staffel der Fernsehserie Chuck gespielt.
- Das Lied Home war 2013 in der Fernsehwerbung für den Crossover SUV Peugeot 2008 zu hören.[5]
- Das Lied Better Days ist in „Plan T“, einer Dokumentation über den französischen Windsurfer Thomas Traversa zu hören.[6]
- Der Song Home erklingt zudem in einer instrumentalen Cover-Version in der Serie Modern Family (S05E24)